# Ixora longissima
Ixora longissima är en måreväxtart som beskrevs av Elmer Drew Merrill. Ixora longissima ingår i släktet Ixora och familjen måreväxter. Inga underarter finns listade i Catalogue of Life.